# Laurencjusz
Laurencjusz (łac. Laurentius) – imię męskie pochodzenia łacińskiego, genetycznie cognomen utworzone od nazwy miasta Laurentum (Lacjum). Laurentius to pierwotnie 'człowiek z Laurentum'. Wywodzi się od słowa oznaczającego „wieniec wawrzynowy”. Jego formę oboczną stanowi Laurenty, a za spolszczenie uznawane jest polskie imię Wawrzyniec. Patronem imienia jest m.in. św. Laurencjusz z Canterbury.
Żeńskie formy: Laurencja, Laurentyna
Laurencjusz imieniny obchodzi: 8 stycznia, 2 lutego (jako wspomnienie św. Laurencjusza z Canterbury), 3 czerwca, 21 lipca, 10 sierpnia, 16 sierpnia i 28 września.
Znane osoby noszące to imię:
- bł. Laurencjusz (zakonnik), męczennik
- Lars Ahlfors
- Lorenzo Antonetti, kardynał katolicki
- Lars Bystøl
- Lars Saabye Christensen
- Lars Korvald
- Lars Lagerbäck
- Lars Onsager
- Lars von Trier
- Larry Ugwu
- Lars Ulrich, muzyk rockowy